# 施瓦茨河 (金茨河支流)
48°19′09″N 10°19′24″E / 48.31915971900762°N 10.323457717895508°E
施瓦茨河（德語：Schwarzbach）是德國的河流，位於該國東南部，由巴伐利亞負責管轄，屬於金茨河的左支流，河道全長11.2公里，河口處在卡默爾河畔諾伊堡西北面。